# Славуца (Горж)
Славуца (рум. Slăvuța) насеље је у Румунији у округу Горж у општини Крушет. Oпштина се налази на надморској висини од 224 m.

## Становништво
Према подацима из 2002. године у насељу је живело 755 становника, од којих су сви румунске националности.